# おしろい祭り
おしろい祭り（おしろいまつり）は、福岡県朝倉市杷木大山（旧杷木町地区）で毎年12月2日に開催される祭りである。

## 概要
大山地区の一番奥にある大山祇神社で行われる。始まるまでに当番による膳の準備が始まると、膳には吸い物、豆、ナマスなどが盛られ、また、その横に大きな押し寿司が用意される。午後2時頃祭りが始まる。宮司のお払いがあり、祝詞が奏上されると、酒がまわり始め、氏子が少し酔ったところで、おしろいが塗られ始める。おしろいは、新米を粉にして水でといたもの（しとぎ）で、昔の農家が氏子の繁栄と新穀の豊作を神に感謝し、来年の五穀豊穣を祈願する意味合いがある。おしろいの顔への付き具合で来年の作柄を占う。おしろいは家に帰るまで落としてはならず、火の中に入れると火事になり、帰って牛馬の飼料に混ぜて飲ませると無病息災だと伝わる。
おしろい祭りは全国的にも変わった珍しい奇習とされ、泥うち祭り・鎮祭（チンザイ）とともに「杷木三大奇祭」と言われている。

## 起源
もともと山の神は女の神で、おしろい祭りはその山の神が「おしろいで白く化粧する」ことを意味する。

## 類似の祭礼
北海道の北桧山町（現・せたな町）でも、毎年2月の初午の日に「おしろい祭り」と呼ぶ行事が行われる。春から始まるニシン漁の豊漁を祈願するもので、神前に供えた「しとぎ」を水に溶かし、それを祭りの参加者の顔に塗りつける。ニシンが産卵に来ると、海がニシンの雄の白子で白く染まるため、その様子を表すことでニシンの豊漁を願うものである。